# Nguyễn Tiến Minh
Nguyễn Tiến Minh (Ho Chi Minhstad, 17 februari 1983) is een Vietnamees badmintonner. Voor Vietnam kwam hij uit de Olympische Zomerspelen in 2008 in Peking en in 2012 in Londen. In Peking behaalde Nguyễn de laatste 32.
Nguyễn heeft in eigen land de Yonex Sunrise Vietnam Open vanaf 2008 vier keer achter elkaar gewonnen. Daarnaast won hij ook het SCG Thailand Grand Prix Gold in Thailand en in 2010 de Yonex Australian Open Grand Prix.
In 2009 bereikte hij een plaats in de top 10 van de wereldranglijst. Nguyễn beschouwt dit als een sportief hoogtepunt.